# Dean Talafous
Dean Charles Talafous (* 25. August 1953 in Duluth, Minnesota) ist ein ehemaliger US-amerikanischer Eishockeyspieler und -trainer, der im Verlauf seiner aktiven Karriere zwischen 1971 und 1981 unter anderem 518 Spiele für die Atlanta Flames, Minnesota North Stars und New York Rangers in der National Hockey League (NHL) auf der Position des Centers bestritten hat. Talafous vertrat die Eishockeynationalmannschaft der Vereinigten Staaten bei insgesamt vier internationalen Turnieren, darunter die Canada Cups in den Jahren 1976 und 1981.

## Karriere
Nachdem Talafous die Hastings High School in seinem Heimatbundesstaat Minnesota besucht hatte, begann er ab dem Sommer 1971 an der University of Wisconsin–Madison zu studieren. Parallel zu seinen Studiengängen war der groß gewachsene Stürmer in der Eishockeymannschaft, den Wisconsin Badgers, sportlich aktiv. Mit der Mannschaft nahm er am Spielbetrieb der Western Collegiate Hockey Association (WCHA) teil, die als Division der National Collegiate Athletic Association (NCAA) angehörte. Als Most Valuable Player führte Talafous das Team in der Saison 1972/73 zum Gewinn der nationalen College-Meisterschaft. In 40 Saisonspielen hatte er dabei 53 Scorerpunkte gesammelt. Darüber hinaus erzielte er sowohl im Halbfinale als auch Finale des Meisterschaftsturniers die siegbringenden Tore für die Badgers. Anschließend wurde er im NHL Amateur Draft 1973 in der vierten Runde an 53. Stelle von den Atlanta Flames aus der National Hockey League (NHL) ausgewählt. Er war damit der erste Collegespieler und zweite US-Amerikaner dessen Rechte im Rahmen dieser Talentziehung vergeben wurden. Gleichzeitig wählten ihn auch die Cincinnati Stingers aus der zu dieser Zeit mit der NHL konkurrierenden World Hockey Association (WHA) im WHA Amateur Draft 1973 in der ersten Runde an 13. Position aus. Talafous blieb dennoch ein weiteres Jahr an der Universität und verließ diese im Frühjahr 1974 nach insgesamt 111 Einsätzen, in denen er 133-mal punktete.
Zur Saison 1974/75 wechselte der US-Amerikaner nach einem Vertragsangebot der Atlanta Flames in den Profibereich. Nachdem er zu Beginn der Spielzeit bis Dezember 1974 18-mal für die Flames in der NHL zum Einsatz gekommen war, fand er sich bis zum Jahresende nur noch im Farmteam Omaha Knights in der Central Hockey League (CHL) wieder. Anfang Januar 1975 wurde das Talent gemeinsam mit Dwight Bialowas im Tausch für Barry Gibbs an die Minnesota North Stars abgegeben. Dort gelang es dem Rookie sich in der NHL zu etablieren. In seinen beiden ersten kompletten Spielzeiten zwischen 1975 und 1977 kratzte der Angreifer jeweils an der Marke von 50 Scorerpunkten. Nachdem seine Offensivausbeute in der Saison 1977/78 aber deutlich einbrach, wurde Talafous’ auslaufender Vertrag über die Saison hinaus nicht verlängert, sodass er im Juli 1978 als Free Agent einen Vertrag bei den New York Rangers unterzeichnete.
In Diensten der Rangers war der US-Amerikaner immer wieder durch langwierige Verletzungen im Nackenbereich außer Gefecht gesetzt und absolvierte nur in seinem ersten von drei kompletten Spieljahren mehr als 55 Spiele. Am Ende des Kalenderjahres 1981 transferierten die Rangers den 28-Jährigen gemeinsam mit Jere Gillis zu den Nordiques de Québec, während Robbie Ftorek nach New York wechselte. Talafous verweigerte den Transfer jedoch und entschied sich daraufhin kurzerhand umgehend vom aktiven Sport zurückzutreten. Die Liga erhielt den Transfer jedoch aufrecht und bat beide Franchises, sich auf einen Ersatz für Talafous zu einigen, der von New York nach Québec City wechseln sollte. Da dies nicht gelang, entschied ein unabhängiger Schlichter im März 1982, dass die Nordiques Pat Hickey von den Rangers erhielten.
Nach seinem abrupten Karriereende kehrte Talafous nach Minnesota zurück und arbeitete mit Beginn der Spielzeit 1982/83 für zwei Jahre als Assistenztrainer der Michigan Wolverines, dem Eishockeyteam der University of Minnesota. Es folgte in der Saison 1984/85 ein kurzes Intermezzo als Cheftrainer der St. Paul Vulcans aus der United States Hockey League (USHL), ehe er zwischen 1985 und 1989 wieder als Assistent an der University of Minnesota tätig war. Danach war der Ex-Spieler zwischen 1989 und 1996 sieben Spielzeiten lang Cheftrainer des Eishockeyteams der University of Wisconsin–River Falls, das in der Division III der NCAA beheimatet war. Im Jahr 1994 gewann er mit dem Team die Meisterschaft der Division. Insgesamt erreichte er zwischen 1993 und 1996 viermal in Folge das Finalturnier der besten vier Mannschaften. Zum Abschluss seiner siebenjährigen Tätigkeit wurde er im Frühjahr 1996 sowohl als Trainer des Jahres der American Collegiate Hockey Association (ACHA) als auch der Northern Collegiate Hockey Association (NCHA) ausgezeichnet. Zur Spielzeit 1996/97 erhielt Talafous ein Angebot der University of Alaska Anchorage, deren Eishockeyteam er fünf Jahre lang bis zum Frühjahr 2001 in der WCHA betreute. Danach zog er sich aus dem Eishockeysport zurück und trat lediglich in der Saison 2015/16 als Assistenztrainer seiner ehemaligen High School noch einmal kurzzeitig in Erscheinung.

### International
Bereits als Collegespieler – und damit nachweislich als Amateur – war Talafous für die Eishockeynationalmannschaft der Vereinigten Staaten aktiv. So wurde er als einer der besten Collegespieler des Landes für die B-Weltmeisterschaft 1973 im österreichischen Graz nominiert. Dort verpasste die Mannschaft nach einer Niederlage gegen den späteren Aufsteiger DDR und einem Remis gegen Jugoslawien als Turnierzweiter den Aufstieg in die A-Gruppe. In sieben Spielen erzielte der Stürmer dabei acht Scorerpunkt und empfahl sich damit auch für die B-Weltmeisterschaft 1974 im jugoslawischen Ljubljana. Im Rahmen des Wettbewerbs kehrten die US-Amerikaner nach drei Jahren in der Zweitklassigkeit ungeschlagen in die A-Weltmeisterschaft zurück. Talafous war diesmal an fünf Toren direkt beteiligt.
Als Profi spielte Talafous erstmals beim Canada Cup 1976, bei dem das US-Team den fünften Platz belegte. Der Stürmer erzielte dabei in fünf Turniereinsätzen zwei Tore und war an insgesamt vier Toren beteiligt. Beide Treffer erzielte er dabei in der Auftaktpartie gegen Schweden. Fünf Jahre später gehörte er auch beim Canada Cup 1981 dem US-amerikanischen Kader an und war mit drei Toren und insgesamt fünf Punkten erneut ein Lichtblick im Team, das den Wettbewerb auf dem vierten Rang abschloss. Im Spiel gegen die Tschechoslowakei gelangen ihm wie bereits im Jahr 1976 gegen Schweden zwei Tore in einer Partie.

## Erfolge und Auszeichnungen
| - 1973 NCAA-Division-I-Championship mit der University of Wisconsin–Madison - 1973 NCAA Championship Tournament Most Valuable Player - 1973 NCAA Championship All-Tournament Team | - 1994 NCAA-Division-III-Championship mit der University of Wisconsin–River Falls (als Cheftrainer) - 1996 Edward Jeremiah Award (ACHA Coach of the Year) - 1996 NCHA Coach of the Year |

### International
- 1974 Aufstieg in die A-Gruppe bei der B-Weltmeisterschaft

## Karrierestatistik

### International
Vertrat die USA bei:
- B-Weltmeisterschaft 1973
- B-Weltmeisterschaft 1974
- Canada Cup 1976
- Canada Cup 1981

(Legende zur Spielerstatistik: Sp oder GP = absolvierte Spiele; T oder G = erzielte Tore; V oder A = erzielte Assists; Pkt oder Pts = erzielte Scorerpunkte; SM oder PIM = erhaltene Strafminuten; +/− = Plus/Minus-Bilanz; PP = erzielte Überzahltore; SH = erzielte Unterzahltore; GW = erzielte Siegtore; 1 Play-downs/Relegation; Kursiv: Statistik nicht vollständig)